# 眼斑腔吻鳕
眼斑腔吻鳕（学名：Coelorhynchus argus）为輻鰭魚綱鱈形目鼠尾鳕科腔吻鳕属的鱼类。分布于吕宋岛东到苏禄海、班达海及爪哇海以及南中国海东部等，属于水深124-538米的远洋底层鱼类，體長可達20公分。其常生活于西太平洋热带。该物种的模式产地在东印度群岛。